# Liste des maires de Felletin
Cet article dresse une liste par ordre de mandat des consuls puis des maires de Felletin.

## Liste des consuls[1],[2],[3]
- 1389 : Guillaume Malleugne, Jean Moury, Jamet Hugon et Jarne Brehon (Béchon ?)[4]
- 1424 : Jean Deschamps, Pierre Durand (dit Tibaud), Laurent Janelle et Jacques Robert
- 1425 : Jean Deschamps, Jean Devaux, Jean Fabre (dit Duraille) et Guillaume Maleugne
- 1434 : Jacques Barjon, Pierre Chauveau, Pierre de Néoux et Mondon Robert
- 1447 : Jacques Barjon, Pierre Chauveau, Jacquemetou Forestier et Guillon Perraton
- 1476 : Bertrand Roy, Jacques de Néoux, Nardon Tuillier
- 1477 : Jean Durand, Jacques de Néoux, Bertrand Roy et Antoine Tixier
- 1479 : Jacques Tixier, Antoine Béchon, Jacques Roubert et Léonard Pasquet
- 1482 : Jacques Beraigne, Liennard Montfranc, Bertrand Roy et Antoine Tixier
- 1484 : Micheau Brandon, François Deschamps, Guillon Roy et Guillaume (dit Maulne) Tuillier
- 1486 : Antoine Chauveau, Liennard Hélias, Bertrand Roy et Liennard Tuilier
- 1498 : Pierre Moustier, Annet Durand, Blaise Hélias
- 1499 : François Deschamps, Pierre Barjon, Guillaume Tixier et Jean Tixier
- 1512 : Jacques Feydeau, Jacques Méthonnet, Antoine Pératon et Antoine Tixier
- 1531 : Jean Roy
- 1599 : Mirebeau, Besse, Chiron et Gros
- 1605 : Jean Granchier, contrôleur de la marine
- 1606 : Joseph Delasalles
- 1608 : Yrieix Barjon, Louis Roy, Jean Roy
- 1609 : Antoine Roy, François Mirebeau, Jean Roy
- 1625 : Louis Delaporte, Antoine Hélias, Georges Diverneresse le jeune, Jean Balajat
- 1629 : Joseph Feydeau, Sr de La Roche
- 1631 : Paul Martin, François Bost, Antoine Dumonteil
- 1632 : Antoine Lacoux, Sylvain Durand, Étienne Fradet
- 1636 : Christophe Guilhon
- 1637 : Mautas, Parathon, Dumonteil et Charton
- 1645 : Jean Couloudon
- 1660 : Martial Tissier, François Besse, François Guilhon et Jacques Montabret
- 1665 : Joseph Feydeau, Sr de La Roche, François Artaud, Jean Dumas et Joseph Sallandrouze
- 1666 : Jean Mautas, Jean Durand, Léon Tissier et Pierre Brisse
- 1667 : Joseph Feydeau, Sr de La Roche, Joseph Sallandrouze
- 1668 : Parathon, Dumonteil, Mautas
- 1670 : François Diverneresse, François Durand, Gabriel Roche et Jean Balajat
- 1678 : Gabriel Besse, Pierre Debilliers, Antoine Bourdanchon et François Bennat
- 1679 : Louis Bandy, Jean Dorlhias, Annet Degatiers et Pierre Carbonneau
- 1682 : François Barjon, Annet Magnadas, Pierre Darfeuille
- 1690 : François Guilhon, François Bennat, Louis Delasalles et Annet Lefaure
- 1693 : Antoine Granchier, Sr de Chissac, Gilbert Giry, Sr du Monteillaud, Léonard Brisse et Laurent Lassaigne
- 1694 : Prierre Brisse, Jean Lamoureux, Pierre Sallandrouze
- 1695 : Giry, Brisse
- 1707 : Barjon, Arbert, Lecomte
- 1724 : Joseph Degas, Jean Leclerc, Germain Lassaigne et Léonard Vergne
- 1726 : Yves Musnier, Jean Deguet, François Carbonneau et Jean-Baptiste Moureau
- 1735 : Jean Deguet, Michel Chirat, Germain Lassaigne, Jean-Baptiste Tissier de Vervialle et Christophe Bandy
- 1736 : François Bandy, Sr de La Barge
- 1737 : Jean-Victorin Couloudon, Jacques Masson, Joseph Degas et Pierre Montabret
- 1743 : Demyomandre, Jourdain, Collas et Hélias
- 1744 : Debilliers, Moussard, Forest et Pierre Durand
- 1745 : Musnier de Fressanges, Pierre & François Lecomte, François Sarciron et Antoine Durand
- 1747 : Léger Deplaigne, Giry de Monteillaud
- 1749 : François Bandy, Sr de La Barge, Joseph Boujasson, Gabriel Thiers et Gilbert Brégère
- 1754 : Lecomte, Rousseau, Deplaigne, Héran-Lépine
- 1761 : Martial Sandon, François Laissaigne, Antoine Sénéchal

## Liste des maires

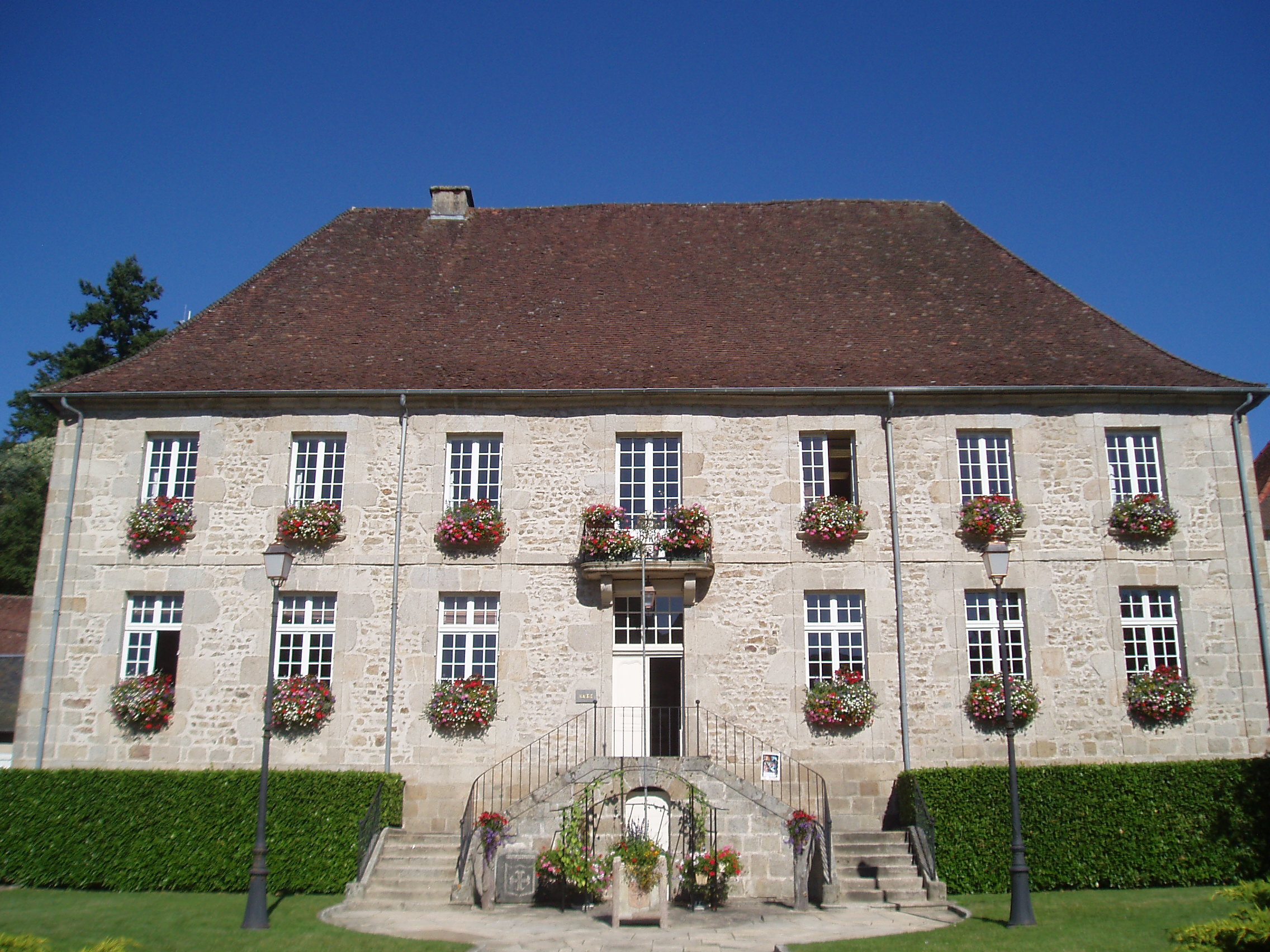
L'hôtel de ville de Felletin.

| Période                                  | Période      | Identité                             | Étiquette          | Qualité |
| ---------------------------------------- | ------------ | ------------------------------------ | ------------------ | --- |
| Les données manquantes sont à compléter. |              |                                      |                    | |
| 1763                                     |              | Pierre Dessalles de Champneuf        |                    | |
| 1765                                     | 1789         | Antoine Roy de Pierrefitte           |                    | Seigneur de Rebeyreix |
| 1789                                     | 1793         | Annet de Saint-Julien                |                    | Chevalier, seigneur de Saint-Antoine, ancien capitaine d'infanterie au régiment de Béarn                                                      |
| 1793?                                    | 1800         | Pierre Vergne                        |                    | |
| 1800                                     | 1815         | Joseph Tibord du Bost                |                    | |
| 1815                                     | 1830         | Claude-François Delaporte de Lamorie |                    | |
| 1830                                     |              | Gilbert-Annet-François Queyrat       |                    | Notaire, conseiller général de Felletin |
| 1831                                     | 1848         | Léonard-Marie Roy-Pierrefitte        |                    | Avocat, conseiller général de Felletin |
| 1848                                     | 1851         | Gilbert-Annet-François Queyrat       |                    | Notaire, conseiller général de Felletin |
|                                          | 1865         | Joseph-Eugène Léonard                |                    | |
| 1865                                     | 1870         | François Jourdain                    |                    | |
| 1870                                     | 1871         | Antoine Giraud                       |                    | |
| 1871                                     | 1878         | Théophile Barthon de Montbas         |                    | Vicomte de Montbas |
| 1878                                     | 1888         | Hippolyte Lassaigne                  |                    | Conseiller général de Felletin |
| 1888                                     | 1893         | Paul-Émile Fronty                    |                    | Adjoint au maire |
| 1893                                     | 1900         | Gervais Rousseau                     |                    | Président de la Chambre consultative des arts et manufactures de Felletin                                                                     |
| 1900                                     | 1907         | Léon Conçaix                         |                    | Docteur, médecin |
| 1907                                     | 1908         | Gervais Rousseau                     |                    | |
| 1908                                     | 1912         | Eugène Teyton                        |                    | Notaire |
| 1912                                     | 1919         | Léon Conçaix                         |                    | Docteur, médecin |
| 1919                                     | 1925         | M. Bertrand                          |                    | |
| 1925                                     | 1956         | Alfred Monthioux                     | Radical-socialiste | Docteur Conseiller général de Felletin |
| 1956                                     | 1995         | Jean Mazet,                          |                    | Entrepreneur de bâtiment et travaux publics Conseiller général de Felletin                                                                    |
| 1995                                     | 21 mars 2008 | Michel Pinton                        | UDF                | Éleveur Député européen |
| 21 mars 2008                             | 28 mars 2014 | Renée Nicoux                         | PS                 | Enseignante Vice-présidente de la CC Aubusson-Felletin Conseillère régionale du Limousin Sénatrice Candidate aux élections cantonales de 2001 |
| 28 mars 2014                             | en cours     | Jeanine Perruchet,                   | DVD                | Retraitée Conseillère municipale (2008-2014) 2e adjointe au maire (1995-2008)                                                                 |